# Muro della Fonte
Il Muro della Fonte (Source Wall) è una struttura cosmica fittizia creata da Jack Kirby per la saga fumettistica del Quarto Mondo pubblicata dalla DC Comics.

## Storia
Il Muro della Fonte è situato ai confini dell'universo conosciuto, nella Galassia di Prometeo. Dietro il muro si trova ciò che è conosciuto come la Fonte, un'essenza o entità cosmica che è l'origine di tutto ciò che esiste nell'universo DC. Il Muro teoricamente è attraversabile, ma tutti coloro che ci hanno provato sono stati inevitabilmente intrappolati lì dentro; è costellato dei corpi di tutti gli aspiranti conquistatori e cercatori di verità da tutto l'universo.
I personaggi DC che sono riusciti ad attraversare il Muro sono Barry Allen (in Super Team Family n. 15), lo Spettro (Hal Jordan), Metron insieme a Swamp Thing (in Swamp Thing n. 62) e Lucifero. Altopadre e Darkseid hanno provato invece a distruggere il Muro della Fonte.

## Altre versioni
- Una versione Marvel/DC del Muro della Fonte appare nella miniserie JLA/Vendicatori, dove nel numero 3 si vede il Dottor Destino imprigionato nel Muro.
- Il Muro della Fonte fa un'apparizione umoristica nella miniserie Ambush Bug: Year None, nel numero 1.

## Altri media
Il Muro della Fonte appare nell'episodio finale della serie animata Justice League Unlimited, dal titolo Destroyer. Il passaggio attraverso il Muro della Fonte poteva essere effettuato sopravvivendo soltanto da un intelletto di dodicesimo livello (Lex Luthor riuscì a entrare e uscire dalla Fonte). Dietro il Muro della Fonte risiedevano tutti i segreti dell'universo, inclusa l'Equazione dell'Anti-vita cercata da Darkseid.